# Irungbam Surkumar Singh
Irungbam Surkumar Singh (ur. 21 marca 1983 w Imphalu) – indyjski piłkarz, grający na pozycji prawego obrońcy w klubie Mohun Bagan.

## Kariera klubowa
Singh rozpoczął swoją karierę w East Bengal Club w 2000 roku. Z East Bengal zdobył mistrzostwo Indii w 2001. W 2001 został zawodnikiem klubu Mahindra United. Z Mahindrą zdobył Puchar Federacji w 2003. W latach 2003–2004 ponownie występował w East Bengal Club, z którym ponownie zdobył mistrzostwo Indii w 2004.
W latach 2004–2007 ponownie występował w Kingfisher East Bengal Club, z którym zdobył mistrzostwo Indii w 2006 oraz Puchar Federacji w 2005 roku. W latach 2007–2009 był po raz trzeci zawodnikiem East Bengal Club, z którym zdobył Puchar Federacji w 2009 roku. W 2009 przeszedł do klubu Mohun Bagan.

## Kariera reprezentacyjna
W reprezentacji Indii Singh zadebiutował w 2001 roku w wygranym 1-0 meczu ze Zjednoczonymi Emiratami Arabskimi w eliminacjach Mistrzostw Świata 2002.
W 2008 Singh wygrał z reprezentacją AFC Challenge Cup, co oznaczało wywalczenie awansu do Pucharu Azji, po 27-letniej przerwie. Gawli znalazł się w kadrze na ten turniej. Dotychczas rozegrał w reprezentacji 45 spotkań i strzelił 2 bramki.